# Marktfundamentalismus
Als Marktfundamentalismus, Marktradikalismus oder Marktideologie kritisieren Gegner eines extremen Wirtschaftsliberalismus und Libertarismus wirtschaftspolitische Positionen, die ihrer Meinung nach das Problemlösungspotential von Marktmechanismen zu hoch und das des Staates als zu gering einschätzen.

## Herkunft
Der Ausdruck Marktfundamentalismus wurde durch George Soros 1998 popularisiert, aber bereits 1991 von Jonathan Benthall, John Langmore und John Quiggin benutzt. Soros stellte seine Kritik in Die Krise des globalen Kapitalismus dar:  
Der heutige Marktfundamentalismus ist eine wesentlich größere Bedrohung für die offene Gesellschaft als jede totalitäre Ideologie.“ (S. 21f) (...) Diesmal geht die Gefahr nicht vom Kommunismus aus, sondern vom Marktfundamentalismus. Der Kommunismus zerstörte den Marktmechanismus und unterwarf alles wirtschaftliche Handeln kollektiver Kontrolle. Der Marktfundamentalismus hingegen strebt nach Abschaffung des kollektiven Entscheidungsprozesses und will ein Primat der Marktwerte über alle politischen und sozialen Werte. Beide Extreme sind falsch. Was wir brauchen, ist eine gesunde Balance zwischen Politik und Markt, zwischen dem Aufstellen von Regeln und dem Spielen nach Regeln. (S. 28)

## Bedeutung
Laut Soros glauben Marktfundamentalisten „dass Märkte ein Gleichgewicht anstreben und dass dem Allgemeinwohl am besten gedient ist, wenn man den Teilnehmern erlaubt, ihre Eigeninteressen zu verfolgen.“ Damit verstünden sie die Finanzmärkte jedoch falsch, weil ihre Theorie eines Gleichgewichts nur auf die Welt der Physik anwendbar sei. Statt eines Gleichgewichts sieht Soros eine „reflexive Interaktion zwischen dem, was die Teilnehmer erwarten, und dem, was tatsächlich passiert“, diese sei von zentraler Bedeutung für das Verständnis aller ökonomischen, politischen und gesellschaftlichen Phänomene. (vgl. S. 23)

Noch wichtiger ist jedoch für Soros das Versagen des Marktmechanismus im „Nichtmarktsektor“, womit er die kollektiven Interessen der Gesellschaft meint, die Werte, „welche auf Märkten keinen Ausdruck finden.“ (S. 25) 
Zu den Bereichen, die nicht allein durch Marktkräfte reguliert werden dürfen, gehören viele der wichtigsten Dinge des Lebens, von moralischen Werten über Familienbeziehungen bis zu ästhetischen und intellektuellen Errungenschaften. (...) Dieses Eindringen der Marktideologie in Bereiche, die jenseits von Wirtschaft und Ökonomie liegen, hat zweifellos zerstörerische und demoralisierende Folgen für die Gesellschaft. Doch ist der Marktfundamentalismus inzwischen so mächtig, dass alle Kräfte, die sich ihm zu widersetzen wagen, kurzerhand als sentimental, unlogisch oder naiv gebrandmarkt werden. (S. 27) 
Die Sozialwissenschaftler Margaret Somers und Fred Block definieren Marktfundamentalismus als „heutige Form der Vorstellung, dass die Gesellschaft als Ganzes einem System selbstregulierender Märkte untergeordnet werden sollte. Marktfundamentalismus ist extremer als die (und darf nicht verwechselt werden mit den) abgestuften Meinungen der meisten Mainstream-Ökonomen. Er ist ebenfalls sehr verschieden vom komplexen Gemisch an politischen Linien, die in aktuell existierenden Marktgesellschaften verfolgt werden.“ Typischerweise würden selbst-regulierte Märkte als naturgemäß, staatliche Eingriffe dagegen als kulturell bedingte Willkür dargestellt. Somers/Block sind der Ansicht, dass die Überzeugungen einer Überlegenheit marktwirtschaftlicher Prinzipien häufig auf einer „quasi-religiösen“ Gewissheit beruhten.
Jürgen Habermas beklagt das „sozialdarwinistische Potential“ des Marktfundamentalismus. Auch Christoph Butterwegge hält den Neoliberalismus für eine Spielart des Sozialdarwinismus.
Friedhelm Hengsbach verweist auf den seiner Ansicht nach „marktradikalen Bezugspunkt“ der Konzeption der Sozialen Marktwirtschaft, die „idealtypische Konstruktion des vollkommenen Marktes“.
Der ehemalige Weltbankvorsitzende Joseph Stiglitz vertrat 2001 in seiner Dankesrede für den Wirtschaftsnobelpreis die Ansicht, dass der Washingtoner Konsens auf „marktfundamentalistischen Grundsätzen“ basiere. Die zugrundeliegende „Ideologie“ beruhe auf der Verabsolutierung des Adam Smith zugeschriebenen Modells, nachdem Marktkräfte die Volkswirtschaft wie von unsichtbarer Hand zu effizienten Ergebnissen führen würden. Dabei bleibe unberücksichtigt, dass das Marktsystem vollständigen Wettbewerb und vollkommene Information erfordere. Fundamentalistisch sind nach Stiglitz Vorstellungen, dass „die Märkte sich selbst regulieren, Ressourcen effizient verteilen und den Interessen der Öffentlichkeit dienen“. Diese Ansichten seien eine interessengeleitete politische Doktrin, die keine Grundlage in der ökonomischen Theorie habe. Stiglitz bezeichnete die weltweite Finanzkrise 2008 als Ende des von ihm gesehenen Marktfundamentalismus. Für Stiglitz gilt es, den durch Marktfundamentalismus geprägten Neoliberalismus zugunsten eines stärker ausbalancierten Wirtschaftssystems hinter sich zu lassen.

## Kritik des Begriffs
Jagdish Bhagwati beklagt einen antimarktwirtschaftlichen Fundamentalismus, der jetzt überall wachse. Anders als z. B. Stiglitz vermag er während der Regierungszeit des US-Präsidenten George W. Bush keinen Marktfundamentalismus zu erkennen. Statt Deregulierung habe er viel gescheiterte Regulierung gesehen, was meist mit Lobbyismus zu tun habe.
Auch Bryan Caplan kritisiert die Verwendung des Schlagworts. Für den ökonomischen Mainstream sei der populäre Vorwurf des „Marktfundamentalismus“ schlicht falsch und töricht. Selbst Milton Friedman, der sehr viel marktfreundlicher sei, als der Durchschnitt der Ökonomen, räume offen Schwachstellen des Marktes ein und hätte keinen quasi-religiösen Glauben an die Unfehlbarkeit des freien Marktes. Die einzigen plausiblen Kandidaten für „Marktfundamentalismus“ seien die Nachfolger von Ludwig von Mises, insbesondere sein Schüler Murray Rothbard und das Ludwig von Mises Institute. Diese würden aber meist nur miteinander diskutieren, weil sie sich weit ab des ökonomischen Mainstreams befinden würden. Caplan meint, dass anstelle eines Marktfundamentalismus ein quasi-religiöser Demokratiefundamentalismus verbreitet sei.
Nach dem Soziologen Wolfgang Krohn diene „die Prägung des Wortes Marktfundamentalismus der moralischen Diskreditierung einer neo-liberalistischen Haltung“. Sie nutze dabei deren Gegnerschaft gegen moralischen Fundamentalismus, um klarzustellen, dass „die Vorwürfe des Fundamentalismus und der Scheinheiligkeit gelegentlich auch an die Adresse scheinbar entmoralisierter Akteure zurückgegeben werden, wenn diese sich auf die unerbittliche Sachlogik funktionaler Imperative der Funktionssysteme berufen, um manifest unethische Praktiken zu veredeln.“